# Oton Frangeš
Oto(n) Frangeš (Srijemska Mitrovica, 5. travnja 1870. – Zagreb, 30. srpnja 1945.), hrvatski agronom, plodan agrarno-ekonomski pisac

## Životopis
U Beču je diplomirao, a u Leipzigu doktorirao. Od 1891. je asistent u Križevcima, a od 1893. povjerenik kraljevske zemaljske vlade u Zagrebu te od 1911. u Sarajevu. Od 1917. je u Beču u ministarstvu financija. Poslije rata je stručni ravnatelj Hrvatsko-slavonskog gospodarskog društva od 1919. godine. Te akademske godine predaje na Poljoprivredno-šumarskom fakultetu agrarnu politiku, gospodarsku upravu i taksaciju, gospodarsku trgovinu, zadrugarstvo i povijest i literaturu gospodarstva. Inicijativom predavača zagrebačkog fakulteta 17. veljače 1924. osnovali su Udruženje agronoma, preteče Hrvatskoga agronomskog društva, kojem je predsjedavao Frangeš, a tajnik mu je bio asistent Stjepan Poštić. Iz znanosti Frangeš nakon nekoliko godina prelazi u visoku politiku. Od 6. siječnja 1929. do ostavke 1931. ministar je poljoprivrede u Beogradu, a zatim senator do 1937. godine. Izradio je brojne zakone. Bio je protivnik agrarne reforme. Dao je veliki prinos razvitku ekonomike poljoprivrede u Hrvata.

## Vanjske poveznice
- Oto (Oton) Frangeš Hrvatska tehnička enciklopedija, portal hrvatske tehničke baštine. LZMK